# Canto de las espigas
Canto de las espigas es una pintura al óleo sobre lienzo de la pintora Maruja Mallo perteneciente a su colección La religión del trabajo. Fue creada en 1939 y tiene unas dimensiones de 118 cm de alto x 233 cm de ancho.

## Descripción
La pintura, de formato apaisado, mide 118 cm de alto x 233 cm de ancho. La técnica empleada fue óleo sobre lienzo. Fue creada en 1939, aunque en el lienzo aparece corregida la fecha de creación por la artista, inicialmente anotada erróneamente como 1929.
La composición muestra tres cabezas de mujer o tres representaciones especulares de la misma mujer con sus tres pares manos con las palmas desplegadas, a modo de abanicos y, entre ellas, los tallos de varias espigas de trigo con su fruto creando un entramado geométrico de hilos dorados.  

## Serie
Canto de las espigas es una pintura que forma parte de la serie de obras que Mallo dedicó a los trabajos del campo y del mar, y que posteriormente denominó la Religión del trabajo.
Mallo inició la creación de esta serie de lienzos en 1936 con el óleo Sorpresa del trigo, de tintes enigmáticos. En total, está compuesta por siete pinturas de tamaños diferentes, la mayoría de gran formato. Cinco de las obras de esta serie fueron dedicadas al mar, y las otras dos se inspiraron en los trabajos de la tierra, entre las que se incluye Sorpresa del trigo (1936) y la propia Canto de las espigas.

## Historia
Malló realizó la obra en 1939, durante su exilio en Argentina a raíz de la guerra civil española. En octubre de 1948, la obra fue incluida en una exposición en Nueva York, junto a otras de las pinturas de la serie La religión del trabajo como Arquitectura humana y Mensaje del mar además de otras que pertenecían a Naturaleza viva y Cabezas de mujeres. Además, la obra también formó parte de otras exposiciones en ciudades como Buenos Aires o París.
En 1961, Mallo trajo la obra a España en su regreso del exilio argentino, incluyéndola en varias exposiciones. Para la autora, esta obra era una de las más representativas y emblemáticas, y su deseo era que estuviera «en manos del pueblo español».
La pintura estuvo incluida en la ordenación de fondos del Museo Español de Arte Contemporáneo e ingresó en la colección del Museo Nacional Centro de Arte Reina Sofía de Madrid en 1988 con el número de registro AS08082.